# El Feixar
El Feixar, més que una serralada, és un sector força accidentat i amb molt pendent del vessant meridional de la Serra de Querol, entre la Tartera Gran del Puig de les Morreres i els Orriets.
Està situat al terme de Vilamantells, poble del municipi de Guixers, a la Vall de Lord (Solsonès). Forma part, per tant del massís del Port del Comte.